# Талдысай (Улытауский район)
Талдысай (каз. Талдысай) — село в Улытауском районе Карагандинской области Казахстана. Входит в состав сельского округа им.Мукана Иманжанова. Код КАТО — 356063300.

## Население
В 1999 году население села составляло 116 человек (66 мужчин и 50 женщин). По данным переписи 2009 года, в селе проживало 75 человек (38 мужчин и 37 женщин).